# Dioscorea claytonii
Dioscorea claytonii är en enhjärtbladig växtart som beskrevs av Franklin Ayala. Dioscorea claytonii ingår i släktet Dioscorea och familjen Dioscoreaceae. Inga underarter finns listade i Catalogue of Life.